# Il ritorno (Space One)
Il ritorno è il quarto album in studio del rapper italiano Space One, pubblicato nel 2007 dalla Space Entertainment Productions.
L'album vanta le collaborazioni di J-Ax, Gemelli Diversi, Club Dogo, Marracash, Vincenzo da Via Anfossi e Chief, con produzioni di THG, Don Joe, Deleterio e DJ Enzo.
La traccia Piove Nero è un durissimo dissing nei confronti di DJ Jad, ex beatmaker e DJ degli Articolo 31, con il quale Space One aveva in passato condiviso molti tour e concerti.

## Tracce
1. Il ritorno
2. Amici un cazzo (feat. J-Ax, Grido & Thema)
3. Non c'è regola
4. Pallottole nelle lettere (feat. Club Dogo, Marracash & Vincenzo da Via Anfossi)
5. Giusto o sbagliato (feat. Chief)
6. Permette
7. Super-Man
8. Vorrei tenerti stretta (feat. Strano)
9. Piove nero
10. Ci vediamo presto